# Dermestes aurichalceus
Dermestes aurichalceus is een keversoort uit de familie spektorren (Dermestidae). De wetenschappelijke naam van de soort werd in 1846 gepubliceerd door Küster.